# Iványi István (tanár)
Iványi István (Lugos, 1845. december 17. – Szabadka, 1917. július 7.) tanár, történész.

## Életpályája
A családneve eredetileg Ivanovszky volt, amit 1867-ben változtatott Iványira. Szülei Ivanovszky István és Liszt Karolina.
A gimnáziumot Lugoson, Temesvárt, Kecskeméten és Szegeden végezte. 1862-ben belépett a piarista rendbe, hogy tovább tanulhasson. 1866-tól tanított Szegeden, Nagykanizsán, Pesten, Nyitrán. 1875-ben kilépett a rendből. Ekkor Szabadkán választották meg gimnáziumi tanárnak. 1876-ban Váli Máriát elvette feleségül. 1881-től a szabadkai evangélikus egyház ügyeit intézte, 1883–95 között felügyelője volt. A szabadkai Nemzeti Kaszinó könyvtárosa volt 1895-ig. 1883-ban a Bács-Bodrog Vármegyei Történelmi Társulat egyik alapítója, illetve 1883–1896 között alelnöke. A városi közkönyvtár alapítója és első könyvtárosa 1892-től.

## Főbb művei
- Magyar olvasókönyv a középtanodák 1-2. o. számára, 1876
- Bács-Bodrogh vármegyének történeti irodalma, Zombor, 1881.
- A tiszai határőrvidék, 1686–1750, Budapest, 1885
- Szabadka és vidéke 1848-49-ben. Okirattár. Szabadka, 1886
- Szabadka szabad királyi város története, I.-II., Szabadka, 1886, 1892
- Az uj Bodrog vármegye (1686–1806) Budapest, 1887
- Cothmann Antal a megy. kir. udvari kamara tanácsosának jelentése a Bács-kerületi kamarai puszták állapotáról. Fordította Iványi István, Szabadka, 1888
- Bács-Bodrog vármegye földrajzi és történelmi helynévtára, I.- V., Szabadka, 1889–1907
- Futak és futaki uradalom történelmi helyrajza, Szabadka, 1895
- Bírálatok Szabadka város történetéről és Bács-vármegye helynévtáráról. Írói munkálkodásom / Iványi István, Szabadka, 1904
- Lugos rendezett tanácsú város története, 1907

## Külső hivatkozások
- Iványi István. Vajdasági kincsestár. hetnap.rs. (Hozzáférés: 2010. december 28.)[halott link]
- Nemzeti Kaszinó és Városi Könyvtár. szabadkavaros.blog.hu, 2009. november 4. (Hozzáférés: 2010. december 28.)